# 주장구
주장구(한국어: 구강구, 중국어: 鸠江区, 병음: Jiūjiāng Qū)는 중화인민공화국 안후이성 우후 시의 현급 행정구역이다. 넓이는 232km2이고, 인구는 2007년 기준으로 300,000명이다.

## 행정 구역
8개 가도를 관할한다.
- 가도: 四褐山街道, 裕溪口街道, 湾里街道, 官陡街道, 清水街道, 大闸街道, 张镇街道, 龙山街道.